# Los muros de agua
Los muros del agua es una novela escrita por José Revueltas en 1940 y publicada por vez primera en 1941, donde cinco personajes son trasladados a las Islas Marías. Las peripecias que sufren en el transcurso y llegada a su destino, son un retrato de las violaciones a los derechos humanos y la degradación de quienes llevados a este penal.
Los 5 personajes son forzados a los trabajos más duros de la isla, debido a la formación ideológica (marxista) y su activismo dentro del contexto mexicano en la primera mitad del siglo XX, siendo catalogados por los carceleros como «Los comunistas». A través de esta novela, José muestra el entorno social de aquellos años, la descomposición de la misma, específicamente el estrato más bajo y desposeído. El comercio sexual, homosexualidad y el influyentismo son aspectos que describen una sociedad inscrita en la corrupción y el sistema jurídico mexicano.